# Mikko Huhtala
Mikko Huhtala est un lutteur finlandais spécialiste de la lutte gréco-romaine né le 30 mars 1952 à Lapua.

## Biographie
Mikko Huhtala participe aux Jeux olympiques d'été de 1980 à Moscou dans la catégorie des poids welters et remporte la médaille de bronze.